# کوین چنگ
کوین چنگ (انگلیسی: Kevin Cheng؛ زادهٔ ۱۵ اوت ۱۹۶۹) یک هنرپیشه و خواننده اهل ایالات متحده آمریکا است.
از فیلم‌ها یا برنامه‌های تلویزیونی که وی در آن نقش داشته‌است می‌توان به زن دلاور دریاچه آئینه، علائم خشم و ایپ من: مبارزه نهایی، استاد زد: میراث ایپ من و ایپ من اشاره کرد.